# 乙基汞
乙基汞是一种阳离子，由与汞（II）中心结合乙基（CH3CH2-）组成，使其成为一种有机金属阳离子，其化学式为 C2H5Hg+ 。乙基汞的主要来源是硫柳汞。 

## 合成方式与结构

衍生自“乙基汞”的两种主要配合物的结构。 X ^{-} = 阴离子，L = 中性路易斯碱。

乙基汞(C2H5Hg+)是化合物的取代基：它作为分子式為 C2H5HgX 化合物的一个组分存在，其中 X = 氯離子、硫醇陰離子或其他有机基团，而最著名的是 X =硫代水杨酸如硫柳汞(Hg和硫代水楊酸根的S原子結合)。在人体内，乙基汞硫醇盐衍生物(Hg和S原子結合)的形式出现。 在这些乙基汞化合物中，Hg(II) 具有线性或有时是三角形的配位几何结构。因為汞和碳的电负性相当，乙基汞中的汞-碳键被視为共价键。  :p. 79

## 毒性
乙基汞的毒性已得到充分研究。  与甲基汞一样，乙基汞可分布于所有身体组织，並穿过血脑屏障和胎盘屏障，在全身自由移动。 目前已有通过从甲基汞的剂量-反应关系研究推断得出乙基汞对人类神经系统影响的风险评估。 估计表明，乙基汞在成年人的血液中清除的半衰期为 3-7 天。然而，这个领域还没有得到很好的研究。  

## 公共卫生问题
基于甲基汞的剂量-反应关系研究，推断對於乙基汞的毒性担忧，从 1999 年开始从美国儿童疫苗中去除硫柳汞，但仍然存在于所有多剂量疫苗和流感疫苗中（尽管有许多不含硫柳汞的单次使用疫苗可用 ）。克拉克森认为，基于甲基汞的风险评估过于保守，因为观察到乙基汞从身体和大脑中清除的速度明显快于甲基汞。 此外，克拉克森认为，从乙基汞代谢的无机汞尽管在大脑中的半衰期要长得多，但其毒性远低于由汞蒸气产生的无机汞，原因尚不清楚。